# Ophiopaepale goesiana
Ophiopaepale goesiana är en ormstjärneart som beskrevs av Ljungman 1872. Ophiopaepale goesiana ingår i släktet Ophiopaepale och familjen Ophiodermatidae. Inga underarter finns listade i Catalogue of Life.